# 龚爱爱腐败案
龚爱爱腐败案，又称陕西“房姐”腐败案，是2013年1月被曝光的一起银行官员拥有大量户口、于各地购置房屋的案件。
被称为“房姐”的龚爱爱原為陕西省神木县农村商业银行副行长。農村商業銀行由中國農村信用合作社改組而來。龔愛愛任職期间，於北京、陕西、山西大量购置地产，仅在北京就有41套房产之多，总面积近一万平方米。被揭發後，当地官方随即哑声。
2013年2月4日，經榆林市及神木縣人大常委會許可，按程序對其刑事拘留，在榆林市境內異地看押，原因为涉嫌偽造中华人民共和国的公文及印章。
2013年9月29日，此案在陝西省靖邊縣人民法院開庭審理，一審判伪造、买卖国家机关证件罪，处有期徒刑3年，但由於檢查和審判過程完全沒有涉及房產問題而引起很大爭議。對此，龔愛愛的辯護律師稱，龔愛愛名下房產資金來源主要是自身經營的煤炭生意及朋友借款。法學專家則稱，無確鑿證據證明龔愛愛有經濟犯罪，故不能進行起訴。
2016年2月3日，龚爱爱刑满释放。